# Craugastor pelorus
Craugastor pelorus är en groddjursart som först beskrevs av Campbell och Savage 2000.  Craugastor pelorus ingår i släktet Craugastor och familjen Craugastoridae. IUCN kategoriserar arten globalt som otillräckligt studerad. Inga underarter finns listade i Catalogue of Life.